# Campionati del mondo juniores di atletica leggera 2012
I Campionati del mondo juniores di atletica leggera 2012 (14ª edizione), si sono svolti a Barcellona, in Spagna dal 10 al 15 luglio. Le competizioni si svolsero allo Stadio olimpico Lluís Companys.

## Calendario
| Data                   | 10 | 10 | 11 | 11   | 12 | 12 | 13 | 13 | 14 | 14 | 15 | 15 |
| Evento                 |    |    |    |      |    |    |    |    |    |    |    |    |
| ---------------------- | -- | -- | -- | ---- | -- | -- | -- | -- | -- | -- | -- | -- |
| 100 m                  | B  |    |    | SF F |    |    |    |    |    |    |    |    |
| 200 m                  |    |    |    |      | B  | SF |    | F  |    |    |    |    |
| 400 m                  |    | B  |    | SF   |    | F  |    |    |    |    |    |    |
| 800 m                  |    |    |    |      |    |    |    | B  |    | SF |    | F  |
| 1 500 m                | B  |    |    |      |    | F  |    |    |    |    |    |    |
| 5 000 m                |    |    |    |      |    |    |    |    |    | F  |    |    |
| 10 000 m               |    | F  |    |      |    |    |    |    |    |    |    |    |
| Marcia 10 000 m        |    |    |    |      |    |    | F  |    |    |    |    |    |
| 110 m hs               | B  |    |    | SF   |    | F  |    |    |    |    |    |    |
| 400 m hs               |    |    | B  |      | SF |    |    | F  |    |    |    |    |
| 3 000 m siepi          |    |    |    |      |    |    | B  |    |    |    |    | F  |
| Salto in alto          |    |    |    | Q    |    |    |    | F  |    |    |    |    |
| Salto con l'asta       | Q  |    |    |      |    | F  |    |    |    |    |    |    |
| Salto in lungo         |    | Q  |    | F    |    |    |    |    |    |    |    |    |
| Salto triplo           |    |    |    |      |    |    |    | Q  |    |    |    | F  |
| Getto del peso         |    |    | Q  | F    |    |    |    |    |    |    |    |    |
| Lancio del disco       |    | Q  |    |      |    | F  |    |    |    |    |    |    |
| Lancio del giavellotto |    |    |    |      | Q  |    |    | F  |    |    |    |    |
| Lancio del martello    |    |    |    |      |    |    | Q  |    |    | F  |    |    |
| Decathlon              | F  | F  | F  | F    |    |    |    |    |    |    |    |    |
| 4×100 m                |    |    |    |      |    |    |    | B  |    | F  |    |    |
| 4×400 m                |    |    |    |      |    |    |    |    |    | B  |    | F  |

| P | Batterie preliminari | B | Batterie | Q | Qualificazioni | SF | Semifinali | F | Finale |

| Data                   | 10 | 10 | 11 | 11   | 12 | 12 | 13 | 13 | 14 | 14 | 15 | 15 |
| Evento                 |    |    |    |      |    |    |    |    |    |    |    |    |
| ---------------------- | -- | -- | -- | ---- | -- | -- | -- | -- | -- | -- | -- | -- |
| 100 m                  |    | B  |    | SF F |    |    |    |    |    |    |    |    |
| 200 m                  |    |    |    |      | B  | SF |    | F  |    |    |    |    |
| 400 m                  |    |    | B  |      |    | SF |    | F  |    |    |    |    |
| 800 m                  | B  |    | SF |      |    | F  |    |    |    |    |    |    |
| 1 500 m                |    |    |    |      |    |    | B  |    |    |    |    | F  |
| 3 000 m                |    | F  |    |      |    |    |    |    |    |    |    |    |
| 5 000 m                |    |    |    | F    |    |    |    |    |    |    |    |    |
| Marcia 10 000 m        |    |    | F  |      |    |    |    |    |    |    |    |    |
| 100 m hs               |    |    |    |      |    |    | B  |    |    | SF |    | F  |
| 400 m hs               |    |    |    |      | B  |    |    | SF |    | F  |    |    |
| 3 000 m siepi          | B  |    |    |      |    | F  |    |    |    |    |    |    |
| Salto in alto          |    |    |    | Q    |    |    |    | F  |    |    |    |    |
| Salto con l'asta       |    |    |    |      | Q  |    |    |    |    | F  |    |    |
| Salto in lungo         |    |    |    |      | Q  |    |    | F  |    |    |    |    |
| Salto triplo           |    |    | Q  |      |    | F  |    |    |    |    |    |    |
| Getto del peso         | Q  | F  |    |      |    |    |    |    |    |    |    |    |
| Lancio del disco       |    |    |    |      |    |    | Q  |    |    |    |    | F  |
| Lancio del giavellotto | Q  |    |    | F    |    |    |    |    |    |    |    |    |
| Lancio del martello    |    |    |    |      | Q  |    |    |    |    | F  |    |    |
| Eptathlon              |    |    |    |      | F  | F  | F  | F  |    |    |    |    |
| 4×100 m                |    |    |    |      |    |    |    | B  |    | F  |    |    |
| 4×400 m                |    |    |    |      |    |    |    |    |    | B  |    | F  |

## Medagliati

### Uomini
| Specialità | Oro                                                                                           | Prestazione | Argento                                                                             | Prestazione | Bronzo                                                                        | Prestazione |
| Corse piane |                                                                                               |             |                                                                                     |             |                                                                               |             |
| 100 m | Adam Gemili                                                                                   | 10"05       | Aaron Ernest                                                                        | 10"17       | Odean Skeen                                                                   | 10"28       |
| 200 m | Delano Williams                                                                               | 20"48       | Aaron Ernest                                                                        | 20"53       | Tyreek Hill                                                                   | 20"54       |
| 400 m | Luguelín Santos                                                                               | 44"85       | Arman Hall                                                                          | 45"39       | Steven Solomon                                                                | 45"52       |
| 400 m | Luguelín Santos                                                                               | 44"85       | Arman Hall                                                                          | 45"39       | Aldrich Bailey                                                                | 45"52       |
| 800 m | Nijel Amos                                                                                    | 1'43"79     | Timothy Kitum                                                                       | 1'44"56     | Edwin Kiplagat Melly                                                          | 1'44"79     |
| 1.500 m | Hamza Driouch                                                                                 | 3'39"04     | Hillary Cheruiyot Ngetich                                                           | 3'40"39     | Abdelhadi Labâli                                                              | 3'40"60     |
| 5.000 m | Muktar Edris                                                                                  | 13'38"95    | Abrar Osman Adem                                                                    | 13'40"52    | Wiliam Malel Sitonik                                                          | 13'40"52    |
| 10.000 m | Yigrem Demelash                                                                               | 28'16"07    | Philemon Kipchilis Cheboi                                                           | 28'23"98    | Geoffrey Kipkorir Kirui                                                       | 28'30"47    |
| 10.000 m marcia | Éider Arévalo                                                                                 | 40'09"74    | Su Guanyu                                                                           | 40'16"87    | Takumi Saito                                                                  | 40'19"10    |
| Corse a ostacoli |                                                                                               |             |                                                                                     |             |                                                                               |             |
| 110 hs (99 cm) | Yordan L. O'Farrill                                                                           | 13"18       | Nicholas Hough                                                                      | 13"27       | Wilhem Belocian                                                               | 13"29       |
| 400 hs | Eric Futch                                                                                    | 50"24       | Takahiro Matsumoto                                                                  | 50"41       | Ibrahim Mohammed Saleh                                                        | 50"47       |
| 3.000 siepi | Conseslus Kipruto                                                                             | 8'06"10     | Gilbert Kiplangat Kirui                                                             | 8'19"94     | Hicham Sigueni                                                                | 8'30"14     |
| Salti |                                                                                               |             |                                                                                     |             |                                                                               |             |
| Salto in alto | Andrei Churyla                                                                                | 2,24 m      | Falk Wendrich                                                                       | 2,24 m      | Ryan Ingraham                                                                 | 2,24 m      |
| Salto con l'asta | Thiago Braz da Silva                                                                          | 5,55 m      | Ivan Horvat                                                                         | 5,55 m      | Shawnacy Barber                                                               | 5,55 m      |
| Salto in lungo | Sergey Morgunov                                                                               | 8,09 m      | Andreas Trajkovski                                                                  | 7,82 m      | Jarrion Lawson                                                                | 7,64 m      |
| Salto triplo | Pedro Pichardo                                                                                | 16,79 m     | Artem Primak                                                                        | 16,60 m     | Latario Collie-Minns                                                          | 16,37 m     |
| Lanci |                                                                                               |             |                                                                                     |             |                                                                               |             |
| Getto del peso (6 kg) | Jacko Gill                                                                                    | 22,20 m     | Krzysztof Brzozowski                                                                | 21,78 m     | Damien Birkinhead                                                             | 21,14 m     |
| Lancio del disco (1,75 kg) | Fedrick Dacres                                                                                | 62,80 m     | Wojciech Praczyk                                                                    | 62,75 m     | Gerhard de Beer                                                               | 61,57 m     |
| Lancio del giavellotto | Keshorn Walcott                                                                               | 78,64 m     | Braian Toledo                                                                       | 77,09 m     | Morné Moolman                                                                 | 76,29 m     |
| Lancio del martello (6 kg) | Ashraf Amgad Elseify                                                                          | 85,57 m     | Bence Pásztor                                                                       | 76,74 m     | Suhrob Khodjaev                                                               | 76,16 m     |
| Prove multiple |                                                                                               |             |                                                                                     |             |                                                                               |             |
| Decathlon juniores | Gunnar Nixon                                                                                  | 8.018 p.    | Jake Stein                                                                          | 7.951 p.    | Tim Dekker                                                                    | 7.815 p.    |
| Staffette |                                                                                               |             |                                                                                     |             |                                                                               |             |
| Staffetta 4×100 m | Stati Uniti Tyreek Hill Aldrich Bailey Arthur Delaney Aaron Ernest Cameron Burrell Arman Hall | 38"67       | Giamaica Tyquendo Tracey Odean Skeen Jevaughn Minzie Jazeel Murphy Senoj-Jay Givans | 38"97       | Giappone Kazuma Oseto Akiyuki Hashimoto Aska Cambridge Kazuki Kanamori        | 39"02       |
| Staffetta 4×400 m | Stati Uniti Quincy Downing Aldrich Bailey Chidi Okezie Arman Hall Eric Futch                  | 3'03"99     | Polonia Karol Zalewski Rafal Smolen Piotr Kusnierz Patryk Dobek Pawel Walczuk       | 3'05"05     | Trinidad e Tobago Asa Guevara Jereem Richards Brandon Benjamin Machel Cedenio | 3'06"32     |
| record mondiale; record mondiale stagionale; miglior prestazione mondiale under 20; miglior prestazione mondiale stagionale under 20; record africano; record asiatico; record europeo; record nord-centroamericano e caraibico; record sudamericano; record oceaniano; record dei campionati; record nazionale; record nazionale under 20; record personale; record personale stagionale. |                                                                                               |             |                                                                                     |             |                                                                               |             |

### Donne
| Specialità | Oro                                                                                               | Prestazione | Argento                                                                                  | Prestazione | Bronzo                                                                               | Prestazione |
| Corse piane |                                                                                                   |             |                                                                                          |             |                                                                                      |             |
| 100 m | Anthonique Strachan                                                                               | 11"20       | Nimet Karakuş                                                                            | 11"36       | Tamiris de Liz                                                                       | 11"45       |
| 200 m | Anthonique Strachan                                                                               | 22"53       | Olivia Ekpone                                                                            | 23"15       | Dezerea Bryant                                                                       | 23"15       |
| 400 m | Ashley Spencer                                                                                    | 50"50       | Kadecia Baird                                                                            | 51"04       | Erika Rucker                                                                         | 51"10       |
| 800 m | Ajeé Wilson                                                                                       | 2'00"91     | Jessica Judd                                                                             | 2'00"96     | Manal El Bahraoui                                                                    | 2'03"09     |
| 1.500 m | Faith Chepngetich Kipyegon                                                                        | 4'04"96     | Amela Terzic                                                                             | 4'07"59     | Senbere Teferi                                                                       | 4:08.28     |
| 3.000 m | Mercy Chebwogen                                                                                   | 9'08"88     | Hiwot Gebrekidan                                                                         | 9'09"27     | Emelia Gorecka                                                                       | 9'09"43     |
| 5.000 m | Buze Diriba                                                                                       | 15'32"94    | Ruti Aga                                                                                 | 15'32"95    | Agnes Tirop                                                                          | 15'36"74    |
| 10.000 m marcia | Ekaterina Medvedeva                                                                               | 45'41"74    | Nadežda Leont'eva                                                                        | 45'43"64    | Sandra Arenas                                                                        | 45'44"46    |
| Corse a ostacoli |                                                                                                   |             |                                                                                          |             |                                                                                      |             |
| 100 hs | Morgan Snow                                                                                       | 13"38       | Noemi Zbären                                                                             | 13"42       | Ekaterina Bleskina                                                                   | 13"43       |
| 400 hs | Janieve Russell                                                                                   | 56"62       | Aurèlie Chaboudez                                                                        | 57"14       | Kaila Barber                                                                         | 57"63       |
| 3.000 siepi | Daisy Jepkemei                                                                                    | 9'47"22     | Tejinesh Gebisa                                                                          | 9'50"51     | Stella Jepkosgei Rutto                                                               | 9'50"58     |
| Salti |                                                                                                   |             |                                                                                          |             |                                                                                      |             |
| Salto in alto | Alessia Trost                                                                                     | 1,91 m      | Lissa Labiche                                                                            | 1,88 m      | Maria Kuchina                                                                        | 1,88 m      |
| Salto con l'asta | Angelica Bengtsson                                                                                | 4,50 m      | Elizabeth Parnov                                                                         | 4,30 m      | Roberta Bruni                                                                        | 4,20 m      |
| Salto in lungo | Katarina Johnson-Thompson                                                                         | 6,81 m      | Lena Malkus                                                                              | 6,80 m      | Jazmin Sawyers                                                                       | 6,67 m      |
| Salto triplo | Ana Peleteiro                                                                                     | 14,17 m     | Dovilė Dzindzaletaitė                                                                    | 14,17 m     | Liuba M. Zaldívar                                                                    | 13,90 m     |
| Lanci |                                                                                                   |             |                                                                                          |             |                                                                                      |             |
| Getto del peso | Shanice Craft                                                                                     | 17,15 m     | Gao Yang                                                                                 | 16,57 m     | Bian Ka                                                                              | 16,48 m     |
| Lancio del disco | Anna Rüh                                                                                          | 62,38 m     | Shanice Craft                                                                            | 60,42 m     | Shelbi Vaughan                                                                       | 60,07 m     |
| Lancio del giavellotto | Sofi Flinck                                                                                       | 61,40 m     | Liu Shiying                                                                              | 59,20 m     | Marija Vučenović                                                                     | 57,12 m     |
| Lancio del martello | Alexandra Tavernier                                                                               | 70,62 m     | Alexia Sedykh                                                                            | 67,34 m     | Alena Navahrodskaya                                                                  | 67,16 m     |
| Prove multiple |                                                                                                   |             |                                                                                          |             |                                                                                      |             |
| Eptathlon | Yorgelis Rodríguez                                                                                | 5.966 p.    | Xénia Krizsán                                                                            | 5.957 p.    | Tamara de Sousa                                                                      | 5.900 p.    |
| Staffette |                                                                                                   |             |                                                                                          |             |                                                                                      |             |
| Staffetta 4×100 m | Stati Uniti Morgan Snow Dezerea Bryant Jennifer Madu Shayla Sanders Kali Davis-White              | 43"89       | Germania Alexandra Burghardt Ida Mayer Katharina Grompe Jessie Maduka                    | 44"24       | Brasile Camila de Souza Tamiris de Liz Nathalia da Rosa Jéssica dos Reis Thais Vides | 44"29       |
| Staffetta 4×400 m | Stati Uniti Erika Rucker Olivia Ekpone Kendall Baisden Ashley Spencer Robin Reynolds Kiara Porter | 3'30"01     | Giamaica Sandrae Farquharson Olivia James Shericka Jackson Janieve Russell Genekee Leith | 3'32"97     | Russia Yana Glotova Alina Galitskaya Yuliya Koltachikhina Ekaterina Renzhina         | 3'36"42     |
| record mondiale; record mondiale stagionale; miglior prestazione mondiale under 20; miglior prestazione mondiale stagionale under 20; record africano; record asiatico; record europeo; record nord-centroamericano e caraibico; record sudamericano; record oceaniano; record dei campionati; record nazionale; record nazionale under 20; record personale; record personale stagionale. |                                                                                                   |             |                                                                                          |             |                                                                                      |             |

## Medagliere
| Posizione | Paese             | Oro | Argento | Bronzo | Totale |
| --------- | ----------------- | --- | ------- | ------ | ------ |
| 1         | Stati Uniti       | 9   | 4       | 7      | 20     |
| 2         | Kenya             | 4   | 4       | 5      | 13     |
| 3         | Etiopia           | 3   | 3       | 1      | 7      |
| 4         | Cuba              | 3   | 0       | 1      | 4      |
| 5         | Germania          | 2   | 4       | 0      | 6      |
| 6         | Russia            | 2   | 2       | 3      | 7      |
| 7         | Giamaica          | 2   | 2       | 1      | 5      |
| 8         | Regno Unito       | 2   | 1       | 2      | 5      |
| 9         | Bahamas           | 2   | 0       | 2      | 4      |
| 10        | Qatar             | 2   | 0       | 0      | 2      |
| 10        | Svezia            | 2   | 0       | 0      | 2      |
| 12        | Francia           | 1   | 2       | 1      | 4      |
| 13        | Brasile           | 1   | 0       | 3      | 4      |
| 14        | Bielorussia       | 1   | 0       | 1      | 2      |
| 14        | Colombia          | 1   | 0       | 1      | 2      |
| 14        | Italia            | 1   | 0       | 1      | 2      |
| 14        | Trinidad e Tobago | 1   | 0       | 1      | 2      |
| 18        | Botswana          | 1   | 0       | 0      | 1      |
| 18        | Nuova Zelanda     | 1   | 0       | 0      | 1      |
| 18        | Rep. Dominicana   | 1   | 0       | 0      | 1      |
| 18        | Spagna            | 1   | 0       | 0      | 1      |
| 18        | Turks e Caicos    | 1   | 0       | 0      | 1      |
| 23        | Australia         | 0   | 3       | 2      | 5      |
| 24        | Cina              | 0   | 3       | 1      | 4      |
| 25        | Polonia           | 0   | 3       | 0      | 3      |
| 26        | Ungheria          | 0   | 2       | 0      | 2      |
| 27        | Giappone          | 0   | 1       | 2      | 3      |
| 28        | Serbia            | 0   | 1       | 1      | 2      |
| 29        | Argentina         | 0   | 1       | 0      | 1      |
| 29        | Croazia           | 0   | 1       | 0      | 1      |
| 29        | Danimarca         | 0   | 1       | 0      | 1      |
| 29        | Eritrea           | 0   | 1       | 0      | 1      |
| 29        | Guyana            | 0   | 1       | 0      | 1      |
| 29        | Lituania          | 0   | 1       | 0      | 1      |
| 29        | Seychelles        | 0   | 1       | 0      | 1      |
| 29        | Svizzera          | 0   | 1       | 0      | 1      |
| 29        | Turchia           | 0   | 1       | 0      | 1      |
| 38        | Marocco           | 0   | 0       | 3      | 3      |
| 39        | Sudafrica         | 0   | 0       | 2      | 2      |
| 40        | Arabia Saudita    | 0   | 0       | 1      | 1      |
| 40        | Canada            | 0   | 0       | 1      | 1      |
| 40        | Paesi Bassi       | 0   | 0       | 1      | 1      |
| 40        | Uzbekistan        | 0   | 0       | 1      | 1      |
| Totale    | Totale            | 44  | 44      | 45     | 133    |